# Devin Clark
Devin Clark, (Sioux Falls, 12 de abril de 1990) é um lutador profissional de artes marciais mistas que atualmente compete pelo UFC na categoria dos meio-pesados.

## Início
Clark nasceu em Sioux Falls, Dakota do Sul em 1990. Ele começou a lutar boxe quando era criança e começou a treinar wrestling no ensino médio. Ele não se destacou muito no wrestling até seu penúltimo ano escolar, quando conseguiu chegar à final do campeonato estadual, perdendo para David Michaud, que viria a lutar pelo UFC anos depois. No ano seguinte ele se tornou o campeão estadual até 85 kg.

## Carreira no MMA

### Ultimate Fighting Championship
Clark fez sua estreia no UFC em 13 de julho de 2016 no UFC Fight Night: McDonald vs. Lineker. Ele perdeu por nocaute técnico no primeiro round.
Clark voltou aos meio pesados e enfrentou Josh Stanbury no The Ultimate Fighter 24 Finale  em 3 de dezembro de 2016. Ele venceu por decisão unânime.
Clark enfrentou Jake Collier em 15 de abril de 2017, no UFC on Fox: Johnson vs. Reis. Clark venceu por decisão unânime. ñ
Clark enfrentou Jan Blachowicz em 21 de outubro de 2017, no UFC Fight Night: Cerrone vs. Till. Ele perdeu por finalização no segundo round.
Clark enfrentou Mike Rodríguez em 7 de abril de 2018 no UFC 223: Khabib vs. Iaquinta. Ele venceu a luta por decisão unânime.
Clark enfrentou Aleksandar Rakić em 8 de dezembro de 2018 no UFC 231: Holloway vs. Ortega. Ele perdeu por nocaute técnico no primeiro round.
Clark enfrentou Darko Stošić no UFC Fight Night: Gustafsson vs. Smith em 1 de junho de 2019. Ele venceu por decisão unânime.
Clark enfrentou Ryan Spann em 12 de outubro de 2019 no UFC Fight Night: Joanna vs. Waterson. Ele perdeu a luta por finalização no segundo round.
Clark enfrentou Dequan Townsend em de fevereiro de 2020 no UFC Fight Night: Anderson vs. Błachowicz 2. Ele venceu por decisão unânime.
Clark enfrentou Alonzo Menifield em 6 de junho de 2020 no UFC 250: Nunes vs. Spencer. Clark venceu por decisão unânime.

## Cartel no MMA
| Cartel no MMA   |             |            |
| 17 lutas        | 12 vitórias | 5 derrotas |
| Por nocaute     | 3           | 2          |
| Por finalização | 1           | 3          |
| Por decisão     | 8           | 0          |

| Res.    | Cartel | Oponente          | Método                                 | Evento                                               | Data       | Round | Tempo | Local                      | Notas                                 |
| ------- | ------ | ----------------- | -------------------------------------- | ---------------------------------------------------- | ---------- | ----- | ----- | -------------------------- | ------------------------------------- |
| Derrota | 14-8   | Kennedy Nzechukwu | Finalização Técnica (guilhotina em pé) | UFC 288: Sterling vs. Cejudo                         | 06/05/2023 | 2     | 2:28  | Newark, New Jersey         |                                       |
| Vitória | 14-7   | Jung Da-Un        | Decisão (unânime)                      | UFC Fight Night: Lewis vs. Spivak                    | 04/02/2023 | 3     | 5:00  | Las Vegas, Nevada          |                                       |
| Derrota | 13-7   | Azamat Murzakanov | Nocaute Técnico (socos)                | UFC on ESPN: Vera vs. Cruz                           | 13/08/2022 | 3     | 1:18  | San Diego, California      | Regressou aos Meio Pesados.           |
| Vitória | 13-6   | William Knight    | Nocaute Técnico (socos)                | UFC on ESPN: Luque vs. Muhammad 2                    | 16/04/2022 | 3     | 3:21  | Las Vegas, Nevada          | Estreia nos Pesados.                  |
| Derrota | 12-6   | Ion Cuțelaba      | Decisão (unânime)                      | UFC Fight Night: Smith vs. Spann                     | 18/09/2021 | 3     | 5:00  | Enterprise, Nevada         |                                       |
| Derrota | 12-5   | Anthony Smith     | Finalização (triângulo)                | UFC on ESPN: Smith vs. Clark                         | 28/11/2020 | 1     | 2:34  | Las Vegas, Nevada          |                                       |
| Vitória | 12-4   | Alonzo Menifield  | Decisão (unânime)                      | UFC 250: Nunes vs. Spencer                           | 06/06/2020 | 3     | 5:00  | Las Vegas, Nevada          |                                       |
| Vitória | 11-4   | Dequan Townsend   | Decisão (unânime)                      | UFC Fight Night: Anderson vs. Błachowicz 2           | 15/02/2020 | 3     | 5:00  | Rio Rancho, New Mexico     |                                       |
| Derrota | 10-4   | Ryan Spann        | Finalização (guilhotina)               | UFC Fight Night: Joanna vs. Waterson                 | 12/10/2019 | 2     | 2:01  | Tampa, Florida             |                                       |
| Vitória | 10-3   | Darko Stošić      | Decisão (unânime)                      | UFC Fight Night: Gustafsson vs. Smith                | 01/06/2019 | 3     | 5:00  | Estocolmo                  |                                       |
| Derrota | 9-3    | Aleksandar Rakić  | Nocaute Técnico (socos)                | UFC 231: Holloway vs. Ortega                         | 08/12/2018 | 1     | 4:05  | Toronto, Ontario           |                                       |
| Vitória | 9-2    | Mike Rodriguez    | Decisão (unânime)                      | UFC 223: Khabib vs. Iaquinta                         | 07/04/2018 | 3     | 5:00  | Brooklyn, New York         |                                       |
| Derrota | 8-2    | Jan Blachowicz    | Finalização (mata leão em pé)          | UFC Fight Night: Cerrone vs. Till                    | 21/10/2017 | 2     | 3:02  | Gdansk                     |                                       |
| Vitória | 8-1    | Jake Collier      | Decisão (unânime)                      | UFC on Fox: Johnson vs. Reis                         | 15/04/2017 | 3     | 5:00  | Kansas City, Missouri      |                                       |
| Vitória | 7-1    | Josh Stansbury    | Decisão (unânime)                      | The Ultimate Fighter: Tournament of Champions Finale | 03/12/2016 | 3     | 5:00  | Las Vegas, Nevada          | Retornou aos Meio Pesados.            |
| Derrota | 6-1    | Alex Nicholson    | Nocaute (soco)                         | UFC Fight Night: McDonald vs. Lineker                | 13/07/2016 | 1     | 4:57  | Sioux Falls, Dakota do Sul | Estreia no UFC; Estreia nos Médios.   |
| Vitória | 6-0    | Rafael Viana      | Nocaute Técnico (lesão)                | RFA 37                                               | 15/04/2016 | 2     | 5:00  | Sioux Falls, Dakota do Sul | Ganhou o Cinturão Meio Pesado do RFA. |
| Vitória | 5-0    | Dervin Lopez      | Decisão (unânime)                      | RFA 29                                               | 21/08/2015 | 3     | 5:00  | Sioux Falls, Dakota do Sul |                                       |
| Vitória | 4-0    | Jaquis Williams   | Decisão (unânime)                      | RFA 25                                               | 10/04/2015 | 3     | 5:00  | Sioux Falls, Dakota do Sul |                                       |
| Vitória | 3-0    | William Vincent   | Finalização (mata leão)                | Total Fight Challenge                                | 07/02/2015 | 1     | 4:29  | Willow Springs, Illinois   |                                       |
| Vitória | 2-0    | Aaron Brown       | Nocaute Técnico (socos)                | RFA 17                                               | 22/08/2014 | 2     | 4:02  | Sioux Falls, Dakota do Sul |                                       |
| Vitória | 1-0    | Jeremy Spelts     | Nocaute Técnico (socos)                | Knockout Events: Battle at the Chip                  | 04/08/2013 | 1     | 1:12  | Sturgis, Dakota do Sul     |                                       |